# Partito Comunista Internazionalista
Il Partito Comunista Internazionalista (PCInt) è stato un partito politico italiano attivo tra il 1943 e il 1952.
Il PCInt nacque nel Nord Italia per iniziativa di alcuni ex dirigenti del Partito Comunista d'Italia, tra i quali Onorato Damen, Mario Acquaviva e Rosolino Ferragni. Essi erano stati espulsi o estromessi per la loro adesione alle posizioni della sinistra comunista rappresentate da Amadeo Bordiga, uno dei cinque militanti che componevano il Comitato Centrale del PCd'I, in netto contrasto con la svolta della Terza Internazionale e con la «costruzione del socialismo in un solo Paese». Un ruolo importante nei primi anni di vita dell'organizzazione lo ebbe anche Bruno Maffi, che era approdato alla sinistra comunista dopo un'iniziale adesione al Partito Socialista Italiano.

## Storia

### Inizi
Il PCInt nasceva con la prospettiva che la sconfitta militare, il peggioramento delle condizioni di vita e le crescenti tensioni sociali facessero maturare una situazione rivoluzionaria simile a quella del precedente dopoguerra, il cosiddetto biennio rosso. Nel periodo che si apre il 25 luglio 1943 i comunisti internazionalisti iniziano uno sviluppo in particolare a Torino, Milano, Parma, Firenze, Asti, Casale e Sesto San Giovanni. La compagine internazionalista comprendeva militanti italiani scarcerati e quelli che rientravano dall'estero, in particolare da Francia, Belgio e Svizzera.
Nel novembre 1943, dopo l'armistizio, uscì il primo numero clandestino di Prometeo, organo del PCInt formalmente costituito. La rivista fu diffusa nelle fabbriche del Nord Italia, insieme a volantini e documenti. In questo tessuto industriale si andavano creando nuclei di agitazione e organizzazione. A differenza di altre formazioni radicali, come Bandiera Rossa a Roma, Brigata Partigiana Stella Rossa in Toscana e Stella Rossa a Torino, che vedevano nella vittoria del campo democratico “il trionfo delle forze della civiltà”, Prometeo denunciò senza esitazioni la contrapposizione fascismo-democrazia, con conseguente condanna di ogni partigianesimo. Nelle indicazioni di Prometeo non vi era alcun indifferentismo, dal momento che non negava la lotta contro il nazismo e contro il fascismo; sottolineava tuttavia che “combattere il nazismo” è una cosa e “combattere il tedesco” è un'altra, avanzando la parola d'ordine: fraternizzazione dei proletari delle varie nazionalità, antimilitarismo e lotta di classe, per diffondere il contagio della volontà rivoluzionaria, come scriveva Prometeo il 1º marzo 1944. Il senso profondo della posizione del PCInt rispetto al nazifascismo era il rifiuto dell'unità democratico-borghese contro la frazione fascista del capitalismo, per sostenere una rivoluzione proletaria contro il capitale e, quindi, contro il nazifascismo. Furono anni che videro il Partito Comunista Italiano di Palmiro Togliatti fortemente attivo contro le posizioni del partito degli internazionalisti: gli internazionalisti gli attribuiscono da sempre gli omicidi politici di Mario Acquaviva, militante di Casale Monferrato e Fausto Atti, ucciso a Trebbo di Reno, nel bolognese, nel 1945, mentre era, infermo, a letto, per mano di quelli che Battaglia comunista denunciò essere sicari del PCI. Battaglia denunciò la volontà di Palmiro Togliatti di eliminare fisicamente lo stesso Onorato Damen, sostenendo che egli avrebbe in tal senso chiesto autorizzazione al Comitato di Liberazione Nazionale.
Nel corso del 1944, l'organizzazione raggiunse circa duemila iscritti e poté costituire federazioni in alcune città (consistenti quelle di Torino e Milano); furono costituiti "gruppi di fabbrica", in contrapposizione alle Commissioni interne promosse dal Partito Comunista Italiano. A partire dal giugno 1944 l'attività si orientò verso le formazioni partigiane, cercando di favorire una prospettiva anticapitalistica.

### Dalla Liberazione al Primo Congresso
Dopo la liberazione, proseguì la crescita del partito che, in luglio, assunse una dimensione nazionale, grazie alla fusione con la Frazione di Sinistra dei Comunisti e dei Socialisti Italiani, che si era diffusa nell'Italia Centro-Meridionale. Dal maggio 1945 l'organo del partito divenne il nuovo giornale settimanale Battaglia Comunista, mentre, dal luglio 1946, la testata Prometeo divenne la rivista teorica, con cadenza bimestrale.
Dal 28 dicembre 1945 al 1º gennaio 1946 si svolse a Torino il Convegno nazionale del partito, che vide la partecipazioni di delegazioni estere, dalla Francia e dal Belgio, composte da militanti italiani, emigrati durante il fascismo, come Ottorino Perrone, o francesi, belgi e spagnoli, che avevano aderito alla fine degli anni trenta e all'inizio degli anni quaranta alla Frazione di sinistra del PCd'I. In questo periodo cominciò ad assumere particolare rilievo la collaborazione di Amadeo Bordiga che, sulla stampa del partito, pubblicò importanti scritti, proposti nella rubrica Sul filo del tempo.
Dopo un'iniziale estensione in molti ambienti proletari, nei centri industriali ma anche nelle campagne, i comunisti internazionalisti dovettero affrontare crescenti difficoltà che, nel clima del bipolarismo Stati Uniti-URSS e a causa del maggiore peso comunicativo del PCI di Togliatti e Di Vittorio, riducevano sempre di più gli spazi della loro attività.
Al Primo Congresso (Firenze, maggio 1948), il clima politico era profondamente mutato rispetto a due anni prima: il passaggio del PCI all'opposizione, dal maggio 1947, svuotò le sezioni dei comunisti internazionalisti e fomentò le polemiche, riguardanti in particolare la natura economica e sociale dell'URSS (definita "capitalismo di Stato"), le prospettiva della fase in corso e il ruolo dei sindacati, cui si aggiunse poi la questione nazionale e coloniale. La diaspora dei militanti durante il regime fascista e le diverse esperienze maturate minarono l'omogeneità del comune patrimonio teorico, che aveva il suo cardine nelle Tesi di Roma del 1922.
Il PCint si presentò alle elezioni per l'Assemblea constituente del 1946 e alle elezioni per la Camera dei deputati del 1948 e raccolse alcune decine di migliaia di voti (soprattutto in Calabria e Lombardia: ad esempio 14 000 voti in Calabria nel 1946, 1 300 voti a Cremona nel 1946, 10 000 voti a Milano nel 1948); la disputa elettorale, comunque, venne espressamente utilizzata non come via democratica al socialismo, ma come ulteriore cassa di risonanza della propria linea rivoluzionaria.

### La scissione internazionalista del 1952
Nel 1952 si consuma la prima scissione in ambito internazionalista dopo la Liberazione. Il dissenso tra due anime nel Partito, una diretta da Onorato Damen, l'altra influenzata da Amadeo Bordiga (che pure non aderì mai al Partito comunista internazionalista), era emerso già negli anni precedenti. Dopo il 6 settembre 1950, Onorato Damen lascia la direzione del giornale Battaglia Comunista a Bruno Maffi.
Onorato Damen critica in questo periodo la tendenza che sta emergendo a livello esecutivo, che ritiene essere di ripudio del Congresso di Firenze, per sancire una svolta non condivisa dal corpo del partito, centrata sulla valutazione che in quel momento storico nulla era possibile fare, se non un'azione di delimitazione di classe. Damen critica duramente questa posizione, che giudica una «calata di brache di fronte ai problemi gravi ed urgenti posti al proletariato e alla sua avanguardia rivoluzionaria dalla crisi e dalla guerra in preparazione» (risposta di Damen alla Circolare del 29 ottobre 1950, con la quale Maffi comunica al corpo militante la mozione approvata a stretta maggioranza dal Comitato Centrale del Partito (CC), nella riunione dell'8-9 settembre 1950). La linea presa dal Comitato Esecutivo (CE) del Partito è confermata nel Convegno Nazionale del 6 gennaio 1951. Questa linea si può sintetizzare in alcuni punti fondamentali: sabotaggio dei sindacati; astensione dagli scioperi con carattere rivendicativo immediato; abbandono dell'attività politica nelle fabbriche. Nel corso di quell'anno le due componenti dibattono serratamente sui punti di dissenso, articolando la discussione sulla proposta di una nuova Piattaforma politica da parte dei bordighisti, ribattuta nei vari punti salienti dallo stesso Damen, il quale inizia a svolgere un'attività faziosa all'interno del partito unitamente ad altri membri del CC (Stefanini, Lecci, Bottaioli); il 1º luglio 1951 il CC deplora questo comportamento. La situazione si aggrava quando la corrente Damen produce un bollettino interno, rompendo di fatto la disciplina del partito; a seguito di ciò il 5 ottobre 1951 il CE procede all'espulsione di Damen e degli altri tre componenti del CC.
La corrente Damen continua comunque la propria attività e indìce un II Congresso del partito (promuovendola attraverso una copia del giornale Battaglia Comunista, differente nel formato e nella grafica dall'originale), nell'ipotesi che potesse fungere da momento risolutivo dei dissensi interni, su una base di chiarezza e obiettività. Tale Congresso era chiamato a pronunciarsi sull'intervento del partito nelle lotte rivendicative operaie, sull'eventuale intervento nei sindacati come frazione comunista, sull'eventuale partecipazione alle Commissioni interne, sulla definizione dell'Urss come paese capitalista o tendente al capitalismo e sull'atteggiamento da assumere rispetto alle potenze coinvolte nella ipotizzata guerra mondiale a venire.
La componente avversa in cui maggiormente si riconosceva Bordiga e nella quale egli iniziò a prendere parte sempre più attiva, non riteneva invece utile il Congresso.
La corrente bordighista si riunì a Firenze nel dicembre del 1951, dove Bordiga lesse le Tesi, denominate "il catechismo", come condizione di adesione al partito.
Maffi registrò la testata del giornale nel gennaio del 1952 con un nuovo proprietario (il precedente era Bottaioli).
Il Congresso promosso dalla corrente Damen, che si tenne dal 31 maggio al 2 giugno, fece decadere dalle cariche tutti i componenti dell'esecutivo, nominandone di nuovi (Ferragni, Lecci e Bottaioli). Si consumò di fatto la scissione in campo internazionalista.
Vi erano ormai due organizzazioni; la questione del giornale (vi erano infatti due giornali con lo stesso nome) fu risolta con una causa intentata da Bottaioli, che rivendicò ed ottenne la proprietà della testata.
La corrente in cui si riconosceva Bordiga, e nella quale ormai aveva preso parte attiva, terminò la pubblicazione di Battaglia Comunista a fine settembre 1952 con il n. 16 e continuò l'attività dando alla luce la testata Il Programma Comunista.
Il nome del partito, al pari, restò lo stesso, Partito comunista internazionalista; la rivista teorica, Prometeo, restò nelle mani del gruppo di Damen. Uscì, come rivista teorica del nuovo raggruppamento bordighista, un solo numero di Sul filo del tempo. Si era dato vita dunque a due organizzazioni internazionaliste.
- Il Partito Comunista Internazionalista – Battaglia Comunista (Damen)
- Il Partito Comunista Internazionale – Il Programma Comunista (Bordiga)

### Il PCInt – Battaglia Comunista
Il Partito Comunista Internazionalista – Battaglia Comunista indica come momento della sua definizione politica il secondo congresso del PCInt (Milano, 2-4 maggio 1952), al quale non partecipò la tendenza di Amadeo Bordiga che dall'inizio dell'anno usciva con la testata Il Programma Comunista. In tale occasione fu messa a punto la "Piattaforma politica del partito", dove particolare rilievo assunse la netta esclusione di ogni appoggio ai movimenti di liberazione nazionale che, in quegli anni, dominavano la scena politica mondiale, alimentando il cosiddetto terzomondismo. Fin dall'inizio, Battaglia Comunista cercò occasioni di confronto, e spesso di collaborazione, con altre formazioni politiche, come il francese Socialisme ou Barbarie, il gruppo statunitense News and Letters animato da Raja Dunayevskaya, Fomento Obrero Revolucionario (FOR) di Grandizo Munis, Azione Comunista di Bruno Fortichiari e Arrigo Cervetto, Unità Proletaria di Danilo Montaldi. Questa attività ebbe positivi sviluppi sul piano internazionale, contribuendo alla maggiore conoscenza delle reciproche esperienze e posizioni politico-teoriche.
Nel settembre del 1960 il Partito avanzò a Programma Comunista e ad Azione Comunista la proposta di incontrarsi e discutere sulla necessità impellente di costruire un polo di riferimento per la classe. A differenza di Programma, Azione Comunista accettò l'invito al confronto, che però non ebbe sviluppi duraturi. La data dell'iniziativa non era casuale, essendo da poco caduto il governo Tambroni a seguito di violentissimi scontri tra lavoratori e forze dell'ordine, durante i quali la polizia aveva sparato e ucciso diversi manifestanti. All'epoca solo il campo internazionalista e quello anarchico si erano schierati dalla parte dei giovani dalle magliette a strisce protagonisti del luglio 1960 e, due anni dopo, di quella dei giovani operai torinesi di Piazza Statuto che si rivoltarono contro le dirigenze sindacali.
Nel 1977 il Partito organizzò la "Prima Conferenza dei Gruppi della Sinistra comunista internazionale" (Milano, 30 aprile – 1º maggio 1977), alla quale parteciparono numerose organizzazioni, tra le quali la Corrente Comunista Internazionale. In seguito, furono organizzate altre due Conferenze e, grazie a questi incontri, Battaglia Comunista, insieme all'organizzazione inglese Communist Workers Organisation (CWO), nel 1983 costituì il Bureau Internazionale per il Partito Rivoluzionario (BIPR), che nel 2010 cambierà il nome in Tendenza Comunista Internazionalista (ICT).

### Dall'espulsione del bordighismo alla sua diaspora
Programma Comunista, grazie alla collaborazione di Amadeo Bordiga, affrontò questioni di pressante attualità che, movendo dalla natura economica e sociale della Russia post-rivoluzionaria, entravano nel merito dell'evoluzione del modo di produzione capitalistico, contribuendo allo sviluppo della teoria marxista. Alla fine degli anni cinquanta, l'organizzazione assunse una dimensione internazionale; dapprima in Francia e Belgio, poi in altri Paesi d'Europa, apparvero pubblicazioni in francese, inglese, tedesco, spagnolo e, occasionalmente, anche in altre lingue. L'attività in campo operaio e sindacale e, più in generale, proletario fu impostata nella consapevolezza di attraversare una fase contro-rivoluzionaria, che tuttavia non impedì divergenze riguardo alle forme di organizzazione da adottare.
All'inizio degli anni sessanta la ripresa delle lotte operaie spinse alcuni militanti a intervenire e svolgervi un ruolo di propaganda e agitazione classiste. Contemporaneamente, Amadeo Bordiga e altri militanti, tra i quali Jacques Camatte, maturarono invece la convinzione che si stesse attraversando una lunga fase contro-rivoluzionaria, nella quale il partito si sarebbe ridotto a una piccola entità, con compiti e ruoli completamente diversi da quelli dei partiti nati sull'onda della Rivoluzione d'ottobre (Terza Internazionale), e giunsero alla conclusione che si dovesse "consegnare alla storia" l'Internazionale Comunista, in quanto espressione di una fase storica ormai superata.
Ottobre Rosso
Ne conseguirono dissidi e scissioni: la prima, nel 1962, dette vita a Milano al gruppo Ottobre Rosso, che scomparve nel giro di qualche anno.
Rivoluzione Comunista
Fu più consistente la seconda, del 1964, da cui sorse Rivoluzione Comunista, tuttora operante.
Groupe programme communiste
Nel 1963, intanto, il Groupe programme communiste di Francia si scioglie e aderisce al PCInt – Programma comunista, con la modalità dell'adesione individuale dei membri. Questo gruppo aveva precedentemente pubblicato delle riviste ciclostilate intitolate Travail de groupe, nel biennio 1956-1957. Quando assume il nome di Programme communiste, si riferiva al PCInt – Programma comunista ancora solo come ad un'organizzazione 'sorella' italiana. Dal 1962-1963 inizia un percorso nel quale i militanti francesi presentano ai propri lettori un legame più organico con il partito italiano. Nell'estate del 1963 uscì il giornale Le prolétaire, Bulletin mensuel du parti communiste internationaliste (programme communiste), e da settembre dell'anno successivo come Organe mensuel du parti communiste internationaliste (Programme communiste). Le prolétaire usciva come supplemento a Programme communiste. Quando il Groupe Programme communiste si sciolse, alcuni suoi aderenti non entrano nel PCInt ma in Socialisme ou Barbarie. A tal punto, Programme communiste esce finalmente come Rivista teorica del PCInt Programme communiste.
Tesi di Napoli
Nel luglio 1965, Programma Comunista adottò le cosiddette Tesi di Napoli, in cui oltre ai concetti di partito storico e di partito formale, sul piano organizzativo sanciva l'adozione del centralismo organico, con l'abbandono formale del centralismo democratico (in realtà, mai operante). Fu questo il periodo della scissione del gruppo di Jacques Camatte e l'uscita di Roger Dangeville compiutesi nel 1966.
Nonostante l'introduzione del centralismo organico, i problemi di fondo di Programma Comunista restarono irrisolti, provocando una serie di scissioni.
Kommunismen
Nel 1972 fu la volta della scissione della sezione scandinava, guidata da Carsten Juhl, su posizioni prossime a quelle del KAPD, che diede vita alla rivista Kommunismen, che durò però poco tempo.
Gli anni dopo la morte di Bordiga
Sono anni difficili per l'organizzazione quelli che seguono la morte di Amadeo Bordiga. Nel periodo dal 1968 al 1971 si sviluppò una politica sindacale che recuperava il sostegno alla CGIL definita "rossa", arrivando all'opposto, nel 1972, a teorizzare con i Punti sindacali il superamento storico del sindacato e dell'intervento dei comunisti in esso. Nel 1974-1975 il partito, tradizionalmente astensionista, invita al voto per i referendum su aborto e divorzio in Italia e per quello relativo all'immigrazione in Svizzera. Nel 1976 si aggira la regola dell'anonimato con cui si pubblicavano gli scritti di partito, attraverso alcune edizioni dove il nome di Amadeo Bordiga compariva come autore dello scritto. Programma, ancora, prende parte a Comitati di lotta interclassisti, e teorizza l'esistenza di supplementi di doppie rivoluzioni, con posizioni sostanzialmente a favore dei movimenti di liberazione nazionale emergenti nei paesi periferici.
Partito comunista internazionale – Il Partito Comunista
Nel 1974, in questa fase tempestosa della vita interna, vengono espulse le sezioni fiorentine del partito, che si riorganizzeranno come Partito comunista internazionale – Il Partito Comunista (da questo partito uscirà una piccola compagine che darà vita nel 2000 al progetto web Materialismo Dialettico). Dal 1979 questo partito pubblica anche la rivista teorica Comunismo. Dal 1989, presente anche a Liverpool, pubblica inoltre in Gran Bretagna la rivista Communist Left. Altre edizioni: in francese La Gauche Communiste, dal 1981, e in spagnolo La Izquierda Comunista, dal 1994. Attualmente, in Italia il gruppo è presente a Firenze, Bolzano, Genova e Torino.
Nucleo Leninista internazionalista
Nel 1977 si scinde ancora un gruppo che formerà il Nucleo Leninista internazionalista, poi, alla fine del decennio, Nuclei leninisti internazionalisti dalla fusione col gruppo che pubblicava la rivista Il Leninista. Parte dei membri dei Nuclei parteciperanno negli anni novanta alla costituzione dell'Organizzazione Comunista Internazionalista, per poi uscirne nel 2007 come Nucleo Comunista Internazionalista.
Il Nuovo Corso
Sono anni che da più parti nell'organizzazione, e poi dai gruppi scissionisti, vengono definiti inizio del Nuovo Corso, allontanamento dall'invarianza marxista e crescente attivismo.
Ne seguono lotte intestine che proseguiranno fino alla crisi dell'organizzazione del 1982, con alcuni strascichi successivi. Tra la fine degli anni settanta e i primi anni ottanta vengono espulse le sezioni di Ivrea e Torino, Marsiglia e Francia meridionale, sulla base della loro messa in discussione della gran quantità di comitati messi in piedi o partecipati dal partito, comitati di natura interclassista. Furono allontanate poi le sezioni di Madrid, Schio, Benevento-Ariano Irpino e Torre Annunziata.
Les Cahiers du marxisme vivant
In Francia, dall'esclusione dal partito bordighista nacque poi nel 1981 il gruppo Les Cahiers du marxisme vivant, animato da Suzanne Voute (anche nota con lo pseudonimo Frédéric, Suzanne Voute fu, con Alberto Vaga, tra le principali esponenti della Fraction Française de la Gauche Communiste Internationale, attiva tra il 1943 e il 1959, nonché parte dello staff dell'edizione francese delle Opere di Karl Marx, curata da Maximilien Rubel per i tipi della casa editrice Pléiade). Il gruppo è tuttora esistente, in Francia, con forze ridottissime, e principalmente dedito ad attività editoriale di ristampa.
Il 1982, l'anno della crisi
Si avvicina il 1982, l'anno della crisi esplosiva di Programma. La crisi serpeggiava nell'organizzazione dal 1979; alcune delle principali questioni erano: quella della tattica nei confronti delle lotte immediate e degli organismi di lotta proletari indipendenti dal collaborazionismo tricolore, e quella nota storicamente come 'nazionale e coloniale' (A proposito di Medio Oriente e Maghreb. Valutazioni sbagliate da premesse sbagliate, «Il comunista», n. 121, luglio 2011).
Il "detonatore della crisi" (Ibidem) fu la "questione mediorientale", l'impostazione che si era affermata su vari organi di stampa internazionale del partito, in particolare su quello destinato ai paesi arabi, El Oumami. Si apriva a una valutazione della "questione nazionale palestinese" che prescindeva dalla posizione classica di Lenin e della Sinistra italiana, lasciando indendere che potessero essere le organizzazioni "borghesi" come l'OLP, o quantomeno la spontaneità delle masse arabe, a poter aprire allo scatenamento della guerra di classe, senza la presenza di un partito comunista su posizioni classiste. El Oumami scisse su basi nazionaliste borghesi terzocampiste, divenendo poi Organo dei comunisti leninisti algerini. Nello stesso periodo la maggioranza dei militanti parigini e alcuni altri membri del partito in Francia, su posizioni "apparentemente vicine a El Oumami", escono dall'organizzazione con la prospettiva di pubblicare una rivista intitolata Octobre (cfr. Convulsions in the revolutionary milieu, «International Review» n. 32 - 1st Quarter 1983). In Germania viene meno la sezione del partito che pubblicava Proletarier, come accade anche in America Latina (cfr. Ibidem). Diversi militanti si allontanano dell'organizzazione protestando contro le espulsioni delle citate sezioni, o in preda allo sconforto dinanzi alla situazione che emergeva in quegli anni. La crisi fu gestita su basi diverse dal consueto. I dirigenti sopravvissuti alla diaspora (concentrati nella sezione di Milano) senza una direzione centrale, dopo l'evidente fallimento del centralismo organico tanto propugnato da Amadeo Bordiga, ma mai effettivamente praticato, tentano di salvare ciò che rimane dell'organizzazione. Dal momento che nessuno si sente in grado di assumersi la responsabilità di coprire la figura deCU come direzione del Partito, si reintroduce il metodo democratico del voto (PCInt., Bollettino n. 1, XI 1982), e sulla base del voto democratico viene eletto un Comitato Centrale, che poi nel giugno 1983 prende il posto del tradizionale Centro.
All'interno il dibattito comunque continua con varie divergenze, fino all'ottobre del 1983 quando Bruno Maffi e Alfonso Pinazzi (proprietario della testata) ritirano improvvisamente la testata del giornale, contestando quanto esposto nei numeri 7 e 8, sostanzialmente una critica che metteva in discussione tutta l'esperienza della sinistra comunista, per questo i redattori furono accusati di "liquidazionismo".
La decisione improvvisa e che non vide alcun dibattito all'interno della sezione di Milano, dove vi era il maggior numero di dirigenti, lasciò tutti perplessi.
Venne quindi deciso di continuare l'attività uscendo con la testata COMBAT. Giornale per il Partito comunista internazionale a cui inizialmente parteciparono tutti i componenti della precedente direzione.
Ulteriori dissidi interni videro la nascita del Partito comunista internazionale - Il Comunista (che in Francia pubblica Le prolétaire e la rivista teorica Programme Communiste; sono i giornali storici della corrente bordighista in Francia. Difatti, il proprietario legale delle testate, dopo la lotta politica interna di quel periodo, valutò di cedere la proprietà a tale raggruppamento [cfr. Sulle differenze tra le posizioni della sinistra comunista e del partito comunista internazionale e le posizioni dei gruppi che pretendono di esserne «eredi», «Il comunista», n. 115; novembre 2009 – gennaio 2010]). Nacquero di fatto altre diverse organizzazioni:
- Il Partito comunista internazionale – Programma Comunista, di fatto ricostituito dopo la crisi, dietro la guida di Bruno Maffi. Il nuovo Centro respinge i numeri di Programma Comunista da luglio 1983 a gennaio 1984, considerandoli come estranei alla genuina vita e storia del partito. Di fatto, nel 1984 Programma Comunista conosce una riorganizzazione vera e propria. Nel 1990 si riaprono i rapporti con alcune sezioni che furono allontanate negli anni della crisi interna, come quella di Schio, che riprese il comune lavoro attorno all'originaria testa Il programma comunista. Nel 2000 si ricongiunge a Programma la sezione di Madrid. Notevolmente ridotto, Programma Comunista prosegue tutt'oggi la propria attività, con l'ulteriore lutto di Bruno Maffi. Altre riviste pubblicate: Cahiers Internationalistes in Francia e, in lingua inglese, Internationalist Papers. Manca tuttora (2017) sulla sua stampa una valutazione organica e sistematica della crisi del 1982.
- Il Partito Comunista Internazionale – Bollettino, che in Francia pubblica Pour la défense du programme communiste.
- Il Partido Comunista Internacional – el comunista (nueva edición) di Madrid.
- Il Partido Comunista Internacional – Programa comunista del Venezuela.
- Il gruppo raccolto dal 1981 intorno a Lettere ai compagni, nel 1999 sostituite con Quaderni internazionalisti, poi n+1 da maggio 2000.
- Il Partito comunista internazionale – Sul filo rosso del tempo.

Nel 2005 la sezione di Schio si separa nuovamente da Programma, dando vita al Partito comunista internazionale - Sul filo rosso del tempo.
Il Partito comunista internazionale – La freccia nel tempo
Nel 2014 una parte dei militanti del gruppo Partito comunista internazionale – Sul filo rosso del tempo inizia la pubblicazione della rivista La freccia nel tempo. Tesi caratterizzante il lavoro di questa nuova pubblicazione è la necessità di proseguire "il lavoro teorico della Sinistra Comunista sciaguratamente interrotto negli anni '70" (cfr. Chi Siamo e Cosa Vogliamo), sostenendo che era errata la posizione che allora prevaleva in Programma Comunista sulla fine del restauro della dottrina comunista.
Questo raggruppamento, che enfatizza la necessità di portare fino in fondo la rottura con il "Nuovo Corso" sopra descritto, sottolinea che l'esiguità delle forze della sinistra comunista odierna non deve giustificare la stasi nella restaurazione teorica: anche col rischio di sbagliare, il restauro della teoria marxista deve proseguire, è un "compito permanente", e in generale bisogna continuare a "funzionare come Partito" (Ibidem) anche quando è evidente che non si è già "Partito".
Poco dopo fa la sua comparsa La Sinistra Comunista Internazionale, originatasi dal vecchio gruppo Partito comunista internazionale – Sul filo rosso del tempo che per vicissitudini interne cessa l'attività il 6 luglio 2013.

### La scissione di Milano del 1964: nasce il PCInt – Rivoluzione Comunista
Rivoluzione Comunista (RC) sorse nel novembre 1964, in seguito ad una scissione milanese da Programma Comunista. Il motivo fu l'opposizione alle Tesi presentate da Amadeo Bordiga alla riunione di Firenze, che intendevano stabilire nuovi criteri organizzativi, basati sul centralismo organico.
Per Rivoluzione Comunista il 1964, l'anno della scissione, era caratterizzato dalla fine del boom economico, con l'inizio di una fase di significative lotte operaie. Mentre per i programmisti la fase era controrivoluzionaria, nel gruppo che darà poi vita a RC matura l'esigenza di un più significativo intervento nella classe. Il gruppo agisce da frazione già dalla fine del 1963, per passare dal programmismo all'internazionalismo militante.
Quando si costituì in partito, il gruppo scissionista ha attraversato una fase di discussione interna e di delimitazione politica rispetto a Battaglia Comunista e a Programma comunista. È una fase che va dal 1964 al 1967. Nel 1965 erano ancora forti le divergenze nel gruppo rispetto all'azione pratica da intraprendere. Il superamento di questa fase si ebbe solo con la separazione del gruppo, con l'esclusione di una minoranza che, alla fine del 1965, costituì il Gruppo comunista internazionalista autonomo e, in seguito, pubblicò la rivista L'Internazionalista (1975-1990), gruppo che RC tacciò di formalismo.
RC assunse una struttura organizzativa articolata in specifici organismi, come i nuclei di fabbrica e le commissioni per il lavoro di massa, che riflette l'importanza data al terreno dell'intervento pratico. Il senso del lavoro politico di RC è difatti nell'intervenire su ogni terreno di lotta, dando una forte enfasi all'importanza della prassi.
Oltre all'organo di Partito (La Rivoluzione Comunista) RC ha dato vita a numerose pubblicazioni, rivolte ai diversi settori di intervento: il bollettino sindacale Lotte Operaie, L'Agitatore Comunista per gli studenti, Donna Proletaria e altri per situazioni contingenti. Di fronte alle agitazioni studentesche (1968) e all'autunno caldo (1969), fino al 1971, si distinse per un'intensa ed estesa attività di propaganda, di agitazione e di organizzazione delle lotte, senza tuttavia raggiungere apprezzabili risultati, la sua presenza organizzata stabile restando circoscritta alle province di Milano, Genova e Varese (con ramificazioni temporanee a Torino, Ancona, Catania ecc).
Nel 1973, con la sua VIII Conferenza, RC stabilisce di lottare risolutamente contro l'estrema sinistra di matrice marxista-leninista, spontaneista e operaista. Nel 1974, nell'XI Conferenza, tratta invece dei gruppi della Sinistra comunista: conclude che Battaglia Comunista e Programma Comunista non hanno capacità di saldezza sul terreno pratico, viziati come sarebbero di empirismo e teoricismo. Lotta Comunista viene definita tatticista, limitata alla pratica organizzativa e al movimentismo, allineandosi all'estrema sinistra interclassista. Duro il giudizio sulle tre componenti principali della Sinistra Comunista Italiana di quel periodo: tutte sarebbero da ostacolo alla ricostruzione del Partito comunista.
Nel 1975 Rivoluzione comunista tiene il suo VI Congresso, dove lancia la linea del Fronte proletario per contrastare la crisi e la reazione dello Stato. Nel Congresso seguente, nel 1976, ritiene che il 1975 sia stato un anno di svolta nel quale la classe dominante acquisisce coscienza della crisi e si attrezza per gestire la nuova fase.
In questo Congresso si criticano fortemente il parlamentarismo e il terrorismo, ritenendo che i proletari più avanzati debbano raggrupparsi in comitati nei quali l'azione violenta si relazioni sempre allo sviluppo dell'azione proletaria e al rafforzamento del partito. Nell'VIII Congresso del 1977 RC ritiene che si stia radicalizzando un'offensiva da parte della borghesia contro il proletariato, ed elabora la tattica della Difesa proletaria, a sostituzione del Fronte proletario.
Il 1978 vede l'organizzazione della V Conferenza operaia, che promuove una Piattaforma per la difesa proletaria, e apre all'ipotesi di costruzione di una nuova organizzazione di massa operaia. Nello stesso anno si tiene il IX Congresso di RC, che enfatizza la necessità della difesa dei proletari, in particolare dei suoi strati più vulnerabili; promuove la necessità di una piattaforma immediata per mobilitare la classe operaia centrata su difesa del salario, anche per i non occupati, e apre a difesa di salute, aborto, scuola gratuita, pensioni, misure contro il carovita e abolizione dell'IVA.
A partire dal 1980 lancia la lotta contro l'economia definita ora di guerra. Lo Stato italiano avrebbe assunto carattere reazionario, la crisi si aggrava. Nel 1979, al X Congresso, e nel 1980 all'XI, si approva la cosiddetta rotta giovanile; al XII Congresso del 1981 e al XIII Congresso del 1982 elabora lo sviluppo dell'offensiva proletaria, all'insegna della parola d'ordine guerra sociale vs guerra statale e del fronte giovani-disoccupati-operai. Nel 1981 RC decide un lavoro politico stabile nel Sud Italia, e a Napoli in particolare: è l'anno dell'apertura del Fronte Meridionale. Dal 1983 al 1985 RC concentra la sua battaglia proletaria e femminile contro la nuova schiavitù che nasceva dalla diffusione dell'elettronica e dell'informatica nei processi produttivi e nella società.
Dal 1986 al 1989 RC passa alla cosiddetta lotta offensiva. Nel XVII Congresso (1986) RC sostiene che la fase della lotta di classe è mutata, che si allargano le lotte sociali, con un passaggio all'offensiva, cui risponde con un programma in 12 punti. Nei due Congressi successivi sviluppa una critica dei nascenti Cobas, e promuove comitati di offensiva proletaria.
Nel corso del XXV Congresso del partito, tenutosi nel giugno del 1995, RC riflette sui cambiamenti intercorsi nelle condizioni di vita del proletariato, proponendo una sintesi nel concetto di precarietà strutturale del lavoro. Il dominio capitalistico si estende al massimo grado a livello di proletarizzazione e nei termini di manipolazione distruttiva. Le classi si polarizzano in maniera crescente, la pauperizzazione è, nell'analisi di RC, radicale, e si andrebbe diffondendo la coscienza che il sistema capitalistico è invivibile, e che il potere e la politica che esprime sono reazionari, sottraendo spazio alle ideologie democratiche, al riformismo e al sindacalismo. RC parla apertamente di apocalisse del capitalismo.
Il lavoro di costruzione del partito viene, come è sempre stato costitutivamente in RC, legato alla prospettiva di ampliamento della lotta e selezione di quadri in tale contesto. La valutazione che viene fatta è che il proletariato stia esprimendo in quel periodo il massimo di partecipazione a manifestazioni e mobilitazioni. Al contempo, i governi sarebbero andati in quegli anni a rafforzare l'offensiva contro i lavoratori e i pensionati, la militarizzazione dei territori. In questa fase RC concentra il proprio intervento nelle seguenti direzioni: sviluppo del partito mediante le lotte; centralità di donne e giovani; raggruppamento dei giovani disoccupati, cassintegrati e precari in una organizzazione unica; sostegno degli immigrati.
Negli anni novanta RC teorizza che la flessibilità diventa un modello sanguinario, che la crisi di regime passa da na fase convulsiva a una dissolutiva, che la lotta di classe è in ripresa, che le forze marxiste-leniniste debbono coordinarsi per costiruire un partito comunista europeo, parte di un organismo comunista mondiale. Nel 1997 sostiene che il capitalismo stia avviando un economia di rottamazione; che si sia stabilito un militarismo sanguinario, quale svolta reazionaria, di controrivoluzione armata del potere, che si sente in diritto di sterminare il proletariato; che il capitalismo attraversi una fase di continue scosse del suo terremoto finanziario; che l'euro rappresenti un nodo di rivalità tra le borghesie d'Europa; che sia il momento di appellarsi con forza alla mobilitazione proletaria e all'internazionalismo, a favore di pensionati, giovani, immigrati, disoccupati e di tutti i lavoratori, contro il militarismo e gli interventi militari, nella prospettiva della rivoluzione e del potere proletario.

### La scissione di Jacques Camatte e le sue filiazioni nel 1966
Nel 1966, un esponente di spicco del Partito Comunista Internazionale - Il Programma Comunista, Jacques Camatte, guida una scissione dall'organizzazione bordighista contro quello che riteneva essere un nuovo corso attivista. Camatte, che riteneva prematura la stessa esistenza del partito di classe, dopo la pubblicazione nel dicembre 1966 di una rivista intitolata Record, costituì il Groupe Invariance, che nel 1968 inizia la pubblicazione dell'omonima rivista Invariance, il cui titolo si riallaccia all'elaborazione di Amadeo Bordiga sull'invarianza storica del marxismo.
A partire dagli eventi del Sessantotto francese, Invariance, dopo 7 numeri nei quali si riallacciava alla dottrina prima sostenuta, inizia un vasto lavoro di critica della Sinistra Comunista Italiana, avviando una messa in discussione degli stessi Bordiga e Marx. Il concetto di Invarianza viene così esteso alla riscoperta della "comunità umana perduta" (Invariance n. 3, 1973), riconquistabile non attraverso "la restaurazione del passato" (ibidem) ma "solo attraverso una nuova creazione" (ibidem). Il maggio francese, per i militanti di Invariance, aveva messo completamente in discussione la teoria della coscienza rivoluzionaria, del partito rivoluzionario, dello sviluppo delle forze progressive: la lezione che il gruppo traeva era che "il movimento del Maggio francese ha mostrato che ciò che è necessario è un nuovo modo di vivere, una nuova vita" (ibidem).
Nella nuova elaborazione teorica di Invariance il proletariato diventa una componente del capitale, pertanto incapace di compiere una rivoluzione in quanto classe, in quanto soggetto rivoluzionario.
Sottolineando quella che riteneva essere la struttura totalitaria del capitale, le rivoluzioni assumevano nel pensiero di Camatte forma di lotta di tutta l'umanità contro il Capitale stesso. Questo pensiero portò Camatte all'anarco-primitivismo.
In conseguenza di questa nuova prospettiva teorica di Camatte, nel 1969 un gruppo di militanti esce da Invariance (che comunque continua a essere pubblicata) e prosegue un lavoro teorico e politico sulla base dell'impostazione originaria del gruppo, attraverso la rivista Parti de Classe (1972). Nel 1975 la rivista di quello che si era costituito come Gruppo Comunista Mondiale prende il nome di Le Programme de la Société Communiste (Il Programma della società comunista).
Il 1976 è invece l'anno della scissione del gruppo raccolto attorno alla rivista Communisme ou Civilisation.
Per Communisme ou Civilisation il riferimento del Gruppo Comunista Mondiale alla prima Invariance è formale, siccome ne avrebbe sovvertito completamente il progetto, affermando che il programma è completamente restaurato, e non sarebbe restato che definire la tattica e costituire il partito. Quello che da Communisme ou Civilisation viene definito come "apparente anti-attivismo" (Communisme ou Civilisation n. 21) del Gruppo Comunista Mondiale non sarebbe altro, in realtà, che il risultato di una passività che fa il paio con una totale sclerosi che esporrebbe il gruppo a “deliri anarchici sul ruolo dell'individuo” e sulla concezione della militanza (Ibidem).
Communisme ou Civilisation scinde dunque per proseguire il lavoro di restauro della dottrina marxista. Questo gruppo nel 1976-1977 si è concentrato sull"esposizione sistematica e lo sviluppo di tesi classiche" su diversi temi dimenticati o deformati dopo Marx: dalla questione della periodizzazione del modo di produzione capitalistico in due fasi, alla questione agraria, al funzionamento del modo di produzione capitalistico e sulla sua "crisi catastrofica", e quindi al restauro dei fondamenti della teoria della crisi, proseguendo poi negli anni il suo lavoro di “restauro” teorico.
Secondo Communisme ou Civilisation il capitalismo si muove per cicli di rivoluzione e controrivoluzione, cui si contrappone il "movimento di costituzione del proletariato in classe e quindi in partito politico distinto". Communisme ou Civilisation si considera come "momento" del partito storico (in base alla definizione di Bordiga), "momento” nel senso dialettico di parte di una totalità. Dal 1988 il lavoro di Communisme ou Civilisation prosegue all'interno del progetto della Revue Internationale du Mouvement Communiste (Rivista internazionale del Movimento comunista), pubblicazione congiunta di diverse componenti comuniste internazionali (oltre a Communisme ou Civilisation, Union Prolétarienne e Aube internationaliste della Francia, Comunismo del Messico e Kamunist Kranti dell'India).
La Revue Internationale du Mouvement Communiste nacque nel 1988 con l'obiettivo di mettere in comune le deboli forze dell'ambiente marxista, facilitando diffusione delle posizioni e la solidarietà tra militanti rivoluzionari.
Un bilancio dell'esperienza di Communisme ou Civilisation viene realizzato nel 1998 dai suoi militanti. Nel corso di questa riflessione la maggioranza dei militanti decide che è il momento di voltare pagina. Nel dicembre di quell'anno vengono sospese le pubblicazioni della rivista; la minoranza che era invece contraria a questa decisione trova spazio per le proprie ragioni nell'ultimo numero della rivista insieme a quelle della maggioranza.
L'organizzazione conduce un bilancio critico della propria esperienza, riconoscendo di aver scelto nel passato uno "splendido isolamento settario" (La fin d'un cycle, 1998, Communisme ou Civilisation in Revue Internationale du Mouvement Communiste), e di aver capitolato "sulla questione filosofica" (Ibidem) rintracciando una differenza sostanziale tra Marx ed Engles. Il proposito dei militanti di Communisme ou Civilisation diventa così "appropriarsi del e comprendere il socialismo scientifico" (Ibidem).
Il gruppo sviluppa così una rottura con l'ambiente politico rivoluzionario esistente, per enfatizzare la quale decide la fine di Communisme ou Civilisation. Le maggiori critiche sviluppate nel 1998 sono relative alle diverse ipotesi sulla periodizzazione delle fasi del modo di produzione capitalistico e all'idea, ritenuta scorretta, di una natura essenzialmente tattica degli errori che hanno portato al fallimento della Terza Internazionale. In generale si ravvisa uno stato comatoso della teoria nell'ambito dell'ambiente marxista. Il settarismo viene ora letto come diffusa paranoia e vi si contrappone la necessità di unità tra le forze rivoluzionarie. Rifiutando un lavoro centrato sugli individui, si decide di proseguire con un'elaborazione collettiva, con un lavoro anonimo, come nella tradizione bordighista. Si valuta tuttavia insensata l'auto-attribuzione di un nome di gruppo o partito. Pertanto il collettivo assume dal 1998 lo pseudonimo di Robin Goodfellow, la vecchia talpa di Marx. Con questo nome collettivo prosegue tuttora un lavoro che trova riscontro in libri e soprattutto nelle edizioni digitali e in internet; si considera infatti che la forma classica della rivista sia attualmente inadeguata.
Nel 1987 il Gruppo Comunista Mondiale conosce un'altra scissione. I due spezzoni che ne risultano mantengono entrambi il nome di Gruppo Comunista Mondiale (GCM); uno dei due GCM prosegue la pubblicazione di Le Programme de la Société Communiste (Il Programma della società comunista) fino al 1992, anno in cui si scioglierà. L'altro GCM avvia nel 1989 la pubblicazione di Le Programme de la révolution communiste (Il Programma della rivoluzione comunista); questo gruppo è attualmente esistente con sede a Marsiglia, e prosegue le pubblicazioni della rivista. Il suo obiettivo principale è la restaurazione programmatica indirizzata alla formazione del Partito comunista mondiale, che per il GCM sorgerà dalla crisi catastrofica del capitalismo, che ritiene essere preparata dallo stesso sviluppo capitalistico.

### L'uscita di Roger Dangeville nel 1966 eLe fil du temps
Lo stesso anno di Jacques Camatte, nel 1966, esce dal Partito Comunista Internazionale - Il Programma Comunista anche Roger Dangeville, altro esponente di rilievo del gruppo raccolto attorno a Amadeo Bordiga, membro di Programma comunista dal 1956. Dopo una brevissima collaborazione con lo stesso Camatte, Dangeville iniziò la pubblicazione della rivista Le Fil du temps, di stampo bordighista, nel 1967. Il titolo della rivista richiama una nota serie di 136 articoli, "Sul filo del tempo", pubblicati dapprima (1949-1952) su Battaglia Comunista e poi (1952-1955), dopo la scissione del 1952, su Programma comunista. Dangeville raccolse attorno a sé un gruppo di comunisti, soprattutto giovani, col quale proseguì la pubblicazione della rivista sino al 1976. De Le Fil du temps uscirono 14 numeri in francese (di cui i primi otto ciclostilati e i successivi stampati in tipografia; datati fino al numero 13, che era del novembre 1976, il quattordicesimo numero non reca data alcuna), e, col titolo Der Faden der Zeit, cinque numeri in tedesco, editi dal 1973 al 1977 a Berlino. Parimenti in Italia, a Torino, vennero pubblicate alcune copie della rivista Sul filo del tempo. L'attività del gruppo è riscontrabile anche nella pubblicazione di diversi testi. In Italia viene realizzata da Dangeville la casa editrice 19/75, che pubblica opere sue e di Amadeo Bordiga. Il gruppo Le Fil du Temps aspettava per il 1975 la crisi mondiale del capitalismo, che avrebbe potuto aprire alla rivoluzione comunista, sulla scorta della previsione di Amadeo Bordiga, elaborata sin dagli anni cinquanta sulla base della legge della caduta tendenziale del saggio di profitto (cfr per esempio: «Io, attendo, in posizione sempre cocciuta e settaria che, come ho sempre preveduto, entro il 1975 giunga nel mondo la nostra rivoluzione, plurinazionale, monopartitica e monoclassista, ossia soprattutto senza la peggiore muffa interclassista: quella della gioventù così detta studente», lettera di Amadeo Bordiga a Terracini, 4 marzo 1969); un lavoro teorico rivendicato significativamente dallo stesso Roger Dangeville nel 1982: «un ampio ed intenso lavoro teorico fu compiuto dal Partito nei primi decenni di questo dopoguerra per restaurare la piena validità del marxismo e definire la prospettiva della crisi futura che ottenne clamorosa conferma nel 1975» (Economia e strategia della rivoluzione proletaria, Edizioni 19/75, 1982).

### L'Istituto Onorato Damen del 2009
Nel 2009 un gruppo di membri del PCInt- Battaglia comunista esce dall'organizzazione sulla base di una critica di diverse posizioni espresse dalla maggioranza (in particolare quelle che vengono denunciate come teorizzazioni estranee al marxismo su fascismo-antifascismo, legge della caduta tendenziale del saggio medio di profitto, rapporto Partito-Classe, liberazione nazionale), dichiara conclusa l'esperienza della sinistra comunista e costituisce l'associazione denominata Istituto Onorato Damen. Il PCInt ritiene al contrario di continuare a essere nel solco della tradizione politica della sinistra comunista.
L'Istituto Onorato Damen pubblica attualmente la rivista DMD' - Problemi del Comunismo nel XXI Secolo e dichiara di avere come finalità "lo studio, la ricerca e divulgazione dei principi del socialismo scientifico nonché della storia del movimento operaio italiano ed internazionale nel solco di una tradizione contro lo stalinismo e ogni forma di opportunismo consolidatasi nel tempo, propria della Sinistra comunista internazionale".
Dal 2012 ha istituito il Premio Onorato Damen, indirizzato ai laureati con tesi su critica dell'economia politica, capitalismo, materialismo storico, marxismo, storia del movimento operaio e comunista internazionale, imperialismo e sul moderno proletariato.
L'Istituto Onorato Damen dichiara di proiettare il proprio lavoro in direzione di un laboratorio teorico politico internazionale per il programma comunista e verso la costituzione di un partito comunista internazionalista e internazionale.

## Ideologia
Il PCInt rifugge sia le degenerazioni staliniste del comunismo (ossia il cosiddetto "marxismo-leninismo") sia quelle nazionaliste di sinistra, spesso derivate dalla teoria stalinista del socialismo in un solo paese.
Si riconosce nel comunismo di sinistra e si schiera contro ogni alleanza o coalizione con forze socialiste e staliniste, tacciando di stalinismo il Partito Comunista Italiano e di revisionismo e riformismo il Partito Socialista Italiano.
Caratteristiche essenziali delle posizioni del Partito e delle sue scissioni, al netto delle differenze specifiche tra le diverse organizzazioni nate nel corso degli anni, sono l'internazionalismo, il rigetto della collaborazione di classe, il rifiuto del parlamentarismo e della democrazia borghese, il contrasto dell'antifascismo democratico, la negazione della possibilità del Socialismo in un Paese solo.

## Simbolo
Il simbolo del Partito è composto dalla tradizionale bandiera rossa con sopra falce e martello con manici incrociati circondati da una corona di spighe di grano, con sopra ad esse scritto P.C. Internazionalista e sotto Battaglia Comunista.
Il simbolo centrale era già stato simbolo del Partito Socialista Italiano durante le elezioni politiche del 1919 e del Partito Comunista d'Italia.
Alle elezioni politiche del 1948 il PCInt si presentò in alcune zone con un simbolo diverso, poiché la falce e martello dovevano essere usate solo dal PSI e dal PCI. Il simbolo occasionale fu quindi il profilo di Lenin circondato dalla corona di spighe.

## Risultati elettorali
| Elezione       | Elezione    | Voti   | %    | Seggi   |
| -------------- | ----------- | ------ | ---- | ------- |
| Politiche 1946 | Costituente | 24.420 | 0,11 | 0 / 556 |
| Politiche 1948 | Camera      | 20.736 | 0,08 | 0 / 574 |